# 张志明 (演员)
张志明（1947年3月5日—），浙江杭州人，中国昆剧、越剧演员。毕业于浙江戏曲学校昆剧班，工武生、小生，1962年师从于盖叫天，毕业后入浙江昆剧团作演员。1970年调入浙江越剧团任小生，从事越剧男女合演改革。
参演电视剧中最著名的是中国中央电视台的《西游记》，他在1986年始拍和1999年补拍中，都饰演唐太宗。
1991年开始兼任浙江越剧团影视部导演。现为中国剧协会员、中国电视家协会会员、中国电影表演学会会员、中国戏曲表演学会理事、中国广电学会戏曲电视研究会理事。

## 受奖
- 合作导演的《巧凤》获第七届全国戏曲电视剧一等奖
- 执导的《血溅清风石》获第十六届中国电视“飞天奖”与十一届全国戏曲电视剧三等奖
- 执导的《宫墙柳》、《范蠡救子》获第十八届“飞天奖”三等奖
- 执导的《范蠡救子》被“金鹰奖”评委评为“优秀戏曲电视剧”